# Oscar 2010
A 82.ª Entrega dos Prêmios da Academia ou simplesmente Oscar 2010 foi uma cerimônia da indústria cinematográfica norte-americana que premiou os melhores filmes de 2009. A festa apresentada pelos atores Alec Baldwin e Steve Martin, ocorreu no dia 7 de março de 2010 no Teatro Kodak em Hollywood. Nesta edição, 10 filmes concorreram a categoria principal (Melhor filme), uma tentativa de não deixar de lado grandes sucessos de cinema e colocar apenas, os mais dramáticos. Os indicados foram anunciados pela atriz Anne Hathaway e pelo diretor da Academia Tom Sherak. Os filmes com mais indicações foram Avatar (James Cameron) e The Hurt Locker (Kathryn Bigelow), cada um com 9 indicações.
A edição deste ano foi marcada pela atribuição do prémio de melhor realização a Kathryn Bigelow, pelo seu filme de baixo orçamento The Hurt Locker. Foi a primeira vez que uma mulher arrecadou esse prémio na história da entrega dos Óscars.
O filme de Avatar, de James Cameron, arrecadou apenas três prémios dos nove a que estava indicado.

## Indicados e vencedores
Indica o vencedor dentro de cada categoria.
| Melhor Filme The Hurt Locker – Kathryn Bigelow, Mark Boal, Nicolas Chartier e Greg Shapiro - Avatar – James Cameron e Jon Landau - The Blind Side – Gil Netter, Andrew Kosove e Broderick Johnson - District 9 – Peter Jackson e Carolynne Cunningham - An Education – Finola Dwyer e Amanda Posey - Inglourious Basterds – Lawrence Bender - Precious – Lee Daniels, Sarah Siegel-Magness e Gary Magness - A Serious Man – Joel e Ethan Coen - Up – Jonas Rivera - Up in the Air – Daniel Dubiecki, Ivan Reitman e Jason Reitman | Melhor Diretor Kathryn Bigelow — The Hurt Locker - James Cameron — Avatar - Quentin Tarantino — Inglourious Basterds - Lee Daniels — Precious - Jason Reitman — Up in the Air |
| Melhor Ator/Actor (Principal) Jeff Bridges – Crazy Heart como Otis "Bad" Blake - George Clooney – Up in the Air como Ryan Bingham - Colin Firth – A Single Man como George Falconer - Morgan Freeman – Invictus como Nelson Mandela - Jeremy Renner – The Hurt Locker como William James | Melhor Atriz/Actriz (Principal) Sandra Bullock – The Blind Side como Leigh Anne Tuohy - Helen Mirren – The Last Station como Sophia Tolstaya - Carey Mulligan – An Education como Jenny Mellor - Gabourey Sidibe – Precious como Claireece "Precious" Jones - Meryl Streep – Julie & Julia como Julia Child |
| Melhor Ator/Actor Coadjuvante/Secundário Christoph Waltz – Inglourious Basterds como Hans Landa - Matt Damon – Invictus como François Pienaar - Woody Harrelson – The Messenger como Cpt. Tony Stone - Christopher Plummer – The Last Station como Leo Tolstoy - Stanley Tucci – The Lovely Bones como George Harvey | Melhor Atriz/Actriz Coadjuvante/Secundária Mo'Nique – Precious como Mary Lee Johnston - Penélope Cruz – Nine como Carla Albanese - Vera Farmiga – Up in the Air como Alex Goran - Maggie Gyllenhaal – Crazy Heart como Jean Craddock - Anna Kendrick – Up in the Air como Natalie Keener |
| Melhor Roteiro/Argumento - Original The Hurt Locker — Mark Boal - Inglourious Basterds — Quentin Tarantino - The Messenger — Alessandro Camon e Oren Moverman - A Serious Man — Joel e Ethan Coen - Up — Pete Docter, Bob Peterson e Tom McCarthy | Melhor Roteiro/Argumento - Adaptado Precious — Geoffrey S. Fletcher por Push de Sapphire - District 9 — Neill Blomkamp e Terri Tatchell por Alive in Joburg de Neill Blomkamp - An Education — Nick Hornby por An Education de Lynn Barber - In the Loop — Jesse Armstrong, Simon Blackwell, Armando Iannucci e Tony Roche por The Thick of It de Armando Iannucci - Up in the Air — Sheldon Turner e Jason Reitman por Up in the Air de Walter Kirn |
| Melhor Filme de Animação Up – Pete Docter - Coraline – Henry Selick - Fantastic Mr. Fox – Wes Anderson - The Princess and the Frog – Ron Clements e John Musker - The Secret of Kells – Tomm Moore | Melhor Filme Estrangeiro El secreto de sus ojos ( Argentina) — Juan José Campanella - Ajami ( Israel) — Scandar Copti e Yaron Shani - La teta asustada ( Peru) — Claudia Llosa - Un prophète ( França) — Jacques Audiard - Das weiße Band ( Alemanha) — Michael Haneke |
| Melhor Documentário em Longa-metragem The Cove – Louie Psihoyos e Fisher Stevens - Burma VJ – Anders Østergaard e Lise Lense-Møller - Food, Inc. – Robert Kenner e Elise Pearlstein - The Most Dangerous Man in America – Judith Ehrlich e Rick Goldsmith - Which Way Home – Rebecca Cammisa | Melhor Documentário em Curta-metragem Music by Prudence – Roger Ross Williams e Elinor Burkett - China's Unnatural Disaster: The Tears of Sichuan Province – Jon Alpert e Matthew O'Neill - The Last Campaign of Governor Booth Gardner – Daniel Junge e Henry Ansbacher - The Last Truck: Closing of a GM Plant – Steven Bognar e Julia Reichert - Królik po berlinsku – Bartosz Konopka e Anna Wydra                                               |
| Melhor Curta-metragem The New Tenants – Joachim Back e Tivi Magnusson - The Door – Juanita Wilson e James Flynn - Istället för abrakadabra – Patrik Eklund e Mathias Fjellström - Kavi – Gregg Helvey - Miracle Fish – Luke Doolan e Drew Bailey | Melhor Animação em Curta-metragem Logorama – Nicolas Schmerkin - French Roast – Fabrice O. Joubert - Granny O'Grimm's Sleeping Beauty – Nicky Phelan e Darragh O'Connell - La dama y la muerte – Javier Recio Gracia - Wallace & Gromit: A Matter of Loaf and Death – Nick Park |
| Melhor Trilha Sonora/Banda Sonora Up – Michael Giacchino - Avatar – James Horner - Fantastic Mr. Fox – Alexandre Desplat - The Hurt Locker – Marco Beltrami e Buck Sanders - Sherlock Holmes – Hans Zimmer | Melhor Canção original "The Weary Kind" de Crazy Heart – Ryan Bingham e T-Bone Burnett - "Almost There" de The Princess and the Frog – Randy Newman - "Down in New Orleans" de The Princess and the Frog – Randy Newman - "Loin de Paname" de Faubourg 36 – Frank Thomas - "Take It All" de Nine – Maury Yeston |
| Melhor Edição de Som The Hurt Locker – Paul N. J. Ottosson - Avatar – Christopher Boyes e Gwendolyn Yates Whittle - Inglourious Basterds – Wylie Stateman - Star Trek – Mark P. Stoeckinger e Alan Rankin - Up – Michael Silvers e Tom Myers | Melhor mixagem/mistura de Som The Hurt Locker – Paul N. J. Ottosson e Ray Beckett - Avatar – Christopher Boyes, Gary Summers, Andy Nelson e Tony Johnson - Inglourious Basterds – Michael Minkler, Tony Lamberti e Mark Ulano - Star Trek – Anna Behlmer, Andy Nelson e Peter J. Devlin - Transformers: Revenge of the Fallen – Greg P. Russell, Gary Summers e Geoffrey Patterson                                                                   |
| Melhor Direção de Arte Avatar – Rick Carter e Robert Stromberg - The Imaginarium of Doctor Parnassus – Dave Warren, Anastasia Masaro e Caroline Smith - Nine – John Myhre e Gordon Sim - Sherlock Holmes – Sarah Greenwood e Katie Spencer - The Young Victoria – Patrice Vermette e Maggie Gray | Melhor Cinematografia/Fotografia Avatar – Mauro Fiore - Harry Potter and the Half-Blood Prince – Bruno Delbonnel - The Hurt Locker – Barry Ackroyd - Inglourious Basterds – Robert Richardson - Das weiße Band – Christian Berger |
| Melhor Maquiagem/Caracterização Star Trek – Barney Burman, Mindy Hall e Joel Harlow - Il divo – Aldo Signoretti e Vittorio Sodano - The Young Victoria – Jon Henry Gordon e Jenny Shircore | Melhor Figurino/Guarda-Roupa The Young Victoria – Sandy Powell - Bright Star – Janet Patterson - Coco avant Chanel – Catherine Leterrier - The Imaginarium of Doctor Parnassus – Monique Prudhomme - Nine – Colleen Atwood |
| Melhor Edição/Montagem The Hurt Locker – Bob Murawski e Chris Innis - Avatar – Stephen E. Rivkin, John Refoua e James Cameron - District 9 – Julian Clarke - Inglourious Basterds – Sally Menke - Precious – Joe Klotz | Melhores Efeitos Visuais Avatar – Joe Letteri, Stephen Rosenbaum, Richard Baneham e Andrew R. Jones - District 9 – Dan Kaufman, Peter Muyzers, Robert Habros e Matt Aitken - Star Trek – Roger Guyett, Russell Earl, Paul Kavanagh e Burt Dalton |

## In Memoriam
O segmento anual In Memoriam foi apresentado pela atriz Demi Moore. O cantor James Taylor apresentou "In My Life", da banda The Beatles, durante as homenagens.
| - Patrick Swayze - Maurice Jarre - Monte Hale - Jean Simmons - Tullio Pinelli - Éric Rohmer - Ken Annakin - David Carradine - Gareth Wigan - Daniel Melnick - Howard Zieff - Dom DeLuise - Army Archerd - Ron Silver - Brittany Murphy - Lou Jacobi - Simon Channing Williams | - Betsy Blair - Joseph Wiseman - Jack Cardiff - Kathryn Grayson - Arthur Canton - Nat Boxer - Millard Kaufman - Roy E. Disney - Larry Gelbart - Horton Foote - Robert Woodruff Anderson - Budd Schulberg - Michael Jackson - Natasha Richardson - Jennifer Jones - David Brown - Karl Malden |